# Volubilis
Volubilis (arabsko: وليلي [Walīlī]) je deloma izkopano rimsko mesto v severnem Maroku blizu Meknesa  med Fesom in Rabatom. Naselje sredi plodne pokrajine so v 3. stoletju pr. n. št. zgradili Feničani, kasnejši Kartažani. V 1. stoletju pr. n. št. se je  pod rimsko oblastjo  hitro razvijalo in se razširilo na površino kakšnih 40 hektarjev. Mestno obzidje je bilo dolgo 2,6 km. V 2. stoletju n. št. je dobilo več pomembnih javnih zgradb,  vključno z baziliko, templjem in slavolokom. Njegovo bogastvo, ki je temeljilo predvsem na oljkarstvu, je spodbudilo gradnjo razkošnih mestnih hiš z bogatimi talnimi mozaiki.
Mesto so okoli leta 285 osvojila lokalna berberska plemena in ni nikoli več prišlo pod rimsko oblast. Naseljeno je bilo še najmanj 700 let, sprva kot latinizirana krščanska skupnost, kasneje pa kot muslimansko naselje. V poznem 8. stoletju je postalo sedež Idrisa Ibn Abdalaha, ustanovitelja Idrisidske dinastije, in države Maroko. V 11. stoletju se je prestolnica države preselila v Fes in mesto je opustelo. Večina prebivalcev se je preselila v bližnji Moulay Idriss Zerhoun kakšnih 5 km od Volubilisa. 
Opuščeno mesto je ostalo skoraj nedotaknjeno do sredine 18. stoletja, ko ga je prizadel močan potres. Po potresu so ga izropali maroški vladarji, ki so potrebovali gradivo za gradnjo Meknesa. Šele v drugi polovici 19. stoletja so ugotovili, da gre za ostanke starodavnega Volubilisa. V obdobju francoska vladavine v Maroku in po njej je bila odkopana približno polovica mesta. Med izkopavanji so odkrili veliko lepih mozaikov, nekaj pomembnih javnih zgradb in hiš premožnih meščanov. Nekaj zgradb so tudi rekonstruirali in obnovili. Ostanki mesta so od leta 1997 na  Unescovem seznamu svetovne kulturne dediščine kot "izjemno dobro ohranjen primer velikega rimskega kolonialnega mesta na robu imperija".

## Ustanovitev in rimsko obdobje
Plodna okolica Volubilisa je bila naseljena vsaj od pozne atlantske mlajše kamene dobe pred približno 5000 leti. Arheološka izkopavanja so odkrila kamenodobno lončenino, primerljivo z lončenino z Iberskega polotoka. Od 3. stoletja pr.  n. št. so temu ozemlju vladali Feničani oziroma Kartažani, kar dokazujejo ostanki templja punskega boga  Baala ter keramika in kamni z napisi v feničanskem jeziku.
Izvor imena Volubilis ni znan. Ime bi lahko bilo latinizirana oblika berberske besede oualilt in pomeni oleander, ki raste na robovih vadija Khoumane.
Mesto je stalo na ozemlju Mavretanskega kraljestva, ki je po padcu Kartagine leta 146 pr. n. št. postalo od Rima odvisna država.  Punski vpliv je kljub temu trajal še dolgo po rimski zasedbi, kar dokazujejo mestni magistrati, ki so še dolgo po padcu Kartagine obdržali kartažanski naziv sufet. Cesar Avgust je leta 25. pr. n. št. za mavretanskega kralja imenoval Nuba II. Numidijskega, ki je začel v Volubilisu graditi svojo prestolnico. Juba se je šolal v Rimu in je bil poročen s Kleopatro Seleno II., hčerko Marka Antonija in Kleopatre. On in njegov sin Ptolemej sta bila zelo romanizirana kralja, četudi sta bila berberskega porekla. Njuna naklonjenost rimski kulturi se jasno odraža tudi v zasnovi Volubilisa.
Po Klavdijevi priključitvi Mavretanije k Rimskemu cesarstvu leta 44 je mesto zaradi pridelave žita in oljčnega olja in prodaje divjih živali za gladiatorske predstave zelo obogatelo in se razširilo. Na svojem višku v poznem 2. stoletju je imelo okoli 20.000 prebivalcev, kar je bilo za rimsko provincijsko mesto zelo veliko. Dokaj naseljena je bila tudi okolica mesta, saj so tam odkrili več kot petdeset vil. Rimski geograf Pomponij Mela ga v 1. stoletju n. št. v svojem delu De situ orbis, Libri III, opisuje Volubilis kot "eno od najbogatejših malih mest v Mavretaniji". Mesto omenjata tudi Plinij starejši in v 2. stoletju n. št. Antoninov itinerar, seznam poštnih postaj in razdalj na cestah Rimskega imperija. V itinerarju je omenjen kot Volubilis Colonia. Med meščani so prevladovali romanizirani Berberi.
Mesto je postalo upravno središče rimske province Tingiške Mavretanije in ostalo zvesto Rimu tudi po uporu leta 40-44 n. št., ki ga je vodil eden of Ptolemejevih svobodnjakov. Meščani  so bili za zvestobo nagrajeni z rimskim državljanstvom in desetletno oprostitvijo plačevanja davkov. Mesto je bilo povišano na položaj municipija in dobilo nov sistem upravljanja: punske sufete so zamenjali letno izvoljeni pari magistratov (diumviri). Položaj mesta je kljub temu ostal težak, ker je bilo zaradi svoje lege na skrajnem jugovzhodnem robu province pod stalnim pritiskom sovražnih in vedno močnejših berberskih plemen. Za obrambo mesta so Rimljani zgradili obroč petih trdnjav v sedanjih naseljih Ain Schkor, Bled el Gaada, Sidi Moussa, Sidi Saidu in Bled Takourart (antična Tocolosida). V Sidi Saidu IV. galska konjeniška kohorta in pomožna galska konjeniška enota, v Ain Schkorju hispanske in belgijske kohorte, v Sidi Moussi partske kohorte, v Toscolosidi pa galska in sirska konjenica. Naraščanje napetosti v regiji proti koncu 2. stoletja  je prisililo cesarja Marka Avrelija h gradnji 2,5 km dolgega mestnega obzidja z  osmimi vrati in 40 stolpi. Volubilis je bil s cesto povezan z Liksusom in Tingisom, sedanjim Tangerjem, s sosednjo provinco Cezarejsko Mavretanijo na vzhodu pa zaradi vmesnega ozemlja  berberskega plemena Bakati ni imel nobenih povezav.
Po kaosu krize tretjega stoletja se je rimska oblast v mestu končala.  Rimsko cesarstvo je zaradi niza generalov, ki so si s pomočjo državljanskih vojn, državnih udarov in umorov prilaščali in izgubljali oblast, skoraj razpadlo. Rimska oblast v Mavretaniji je uradno propadla leta 280 in se ni nikoli več vzpostavila. Prebivalci Volubilisa so propad očitno previdevali, kar dokazujejo številni novčni zakladi in prefinjeni bronasti kipi, zakopani v vilah premožnih meščanov. Pod rimsko oblastjo je ostal samo delček Tingiške Mavretanije. Cesar Dioklecijan je leta 285 reorganiziral ostanke province in obdržal samo ozek obalni pas med Liksusom, Tingisom in Septo, sedanjo Cevto. V Tingisu je bila sicer nastanjena rimska vojska, vendar zaradi domnevno previsokih stroškov ni niti poskušala ponovno osvojiti ranljivih obmejnih regij.

## Porimsko obdobje
Volubilis je bil naseljen še nekaj stoletij po odhodu Rimljanov. Do prihoda Arabcev leta 708,  ki so mesto preimenovali v Oualila ali Walīlī, je bil naseljen s Kristjani in Judi. Mnogo njihovih prednikov je zaradi preganjanje in visokih davkov v pribežalo iz Rimskega cesarstva. Večina mestnega središča je bila opuščena in spremenjena v pokopališče, ker se je večina prebivalcev preselila na jugozahod na  bregove reke Khourmane. Staro rimsko mestno središče, ki je ostalo romanizirano,  je od novega ločeval zid. Napisi iz zgodnjega 7. stoletja častijo več članov gens Julia, ki so bili v tistem času verjetno vladajoča družina. Zadnji latinski napisi so iz leta  655.
Volubilis je ostal glavno mesto regije še dolgo po prihodu Arabcev. Prihod islama v ta del Maroka potrjujejo arabski novci iz 8. stoletja, ki so jih našli v mestu. Leta 788 je v Maroku zavladal Mula Idris, ustanovitelj Idrisidske dinastije. Bil je neposreden potomec preroka Mohameda, ki je po bitki pri Fakhu leta 787 pobegnil iz Sirije. V Volubilisu je bil razglašen za  "poveljnika pravovernih", potem pa so mesto zasedli berberski Avrabi pod vodstvom Išaka Ibn Mohameda. Idris se je poročil z Išakovo hčerko, s katero je imel sina Idrisa II., ki je bil izbran za volubiliškega imama. Idris I. je leta 789 na bližnjem hribu ustanovil istoimensko mesto Moulay Idriss Zerhoun, potem pa so ga leta 791 po naročilu bagdadskega kalifa Haruna Al Rašida umorili. Idris II. je kasneje ustanovil  svojo prestolnico Fes, s čimer je Volubilis izgubil še zadnje ostanke svojega političnega pomena.
Mesto je bilo naseljeno še nekaj stoletij, dokler ni v 11. stoletju verjetno povsem izumrlo, njegovo ime pa utonilo v pozabo. Lokalni prebivalci so ga imenovali Ksar Faraoun ali "faraonov grad" v spomin na legendo, da so ga zgradili Stari Egipčani. Nekaj zgradb, četudi porušenih, se je kljub temu ohranilo, dokler ga ni začel v poznem 17. stoletju uničevati Mula Ismail, ki je potreboval gradbeni material za svojo novo prestolnico Meknes. Dodatno škodo je povzročil Lizbonski potres leta 1755. Na vso srečo je mesto leta 1722 narisal angleški antikvar John Windus. 95 let po Lizbonskem potresu je leta 1820 stalo samo še nekaj zgradb.

## Arheološka izkopavanja
Večino Volubilisa so izkopali Francozi med svojo vladavino v Maroku od leta 1912 do 1956, vendar so se izkopavanja začela že nekaj desetletij pred tem. Po letu 1830, ko je Francija zasedla Alžirijo in začela širiti svojo oblast nad večino severne, zahodne in srednje Afrike, je bila arheologija tesno povezana s francoskim kolonializmom. Obširne znanstvene raziskave je že v zgodnjih 1830. letih začela francoska vojska, v 1850. letih pa je  raziskovanje ostankov rimskih mest postalo moderno in so se z njim v svojem prostem času na veliko ukvarjali francoski častniki. V poznem 19. stoletju so se začela obsežna izkopavanja in restavriranja predislamskih najdišč v severozahodni Afriki, ki so jih opravili francoski arheologi.
Francozi so imeli do zgodovinskih ostankov povsem drugačen pristop kot maroški muslimani. Ropanje afriških zakladov dobro komentira ameriški zgodovinar Gwendolyn Wright, ki pravi:  "Muslimanom je smisel za zgodovino in arhitekturo povsem tuj, kar daje Francozom dokaz za prepričanje, da znajo samo oni v celoti ceniti maroško preteklost in njeno lepoto". Emile Pauty z Inštituta za napredne maroške študije (Institut des Hautes Etudes Marocaines) je celo kritiziral muslimane, da jim "minevanje časa nič ne pomeni", in jih obtožil, da bodo "zaradi njihove brezbrižnosti, kakršno so imeli tudi pri gradnji, spomeniki povsem propadli".
Francoski program izkopavanja Volubilisa in drugih mest v Severni Afriki, ki so bila pod njihovo oblastjo (Alžirija in Tunizija),  je imel močno ideološko komponento. Arheologijo rimskih najdišč  so uporabili kot instrument svoje kolonialistične politike, s katero so dokazovali povezavo med antično rimsko preteklostjo in novimi "latinskimi" družbami, ki jih je Francija gradila v Severni Afriki. V program je bilo vključeno odstranjevanje zgradb,  zgrajenih kasneje na rimskih ostankih, izkopavanje rimskih mest in vil in obnavljanje najpomembnejših civilnih zgradb, na primer slavolokov. Porušena mesta, med njimi Timgad v Alžiriji, so v veliki meri izkopali in očistili. 
Podobna mnenja kot Francozi so imeli tudi poznavalci iz Zahodne Evrope in Združenih držav Amerike.
Prva sistematična izkopavanja v Volubilisu je opravil francoski arheolog  Henri de la Martinière v letih 1887 in 1892. Leta 1915 je vojaški guverner Francoskega Maroka Hubert Lyautey za izkopavanje Volubilisa zadolžil francoska arheologa Marcela in Jane Dieulafoy.  Ker Jane zaradi slabega zdravja ni mogla izvesti zastavljenega načrta, je vodstvo izkopavanj prevzel   Louis Chatelain. Francoskim arheologom je pomagalo več tisoč nemških vojnih ujetnikov, zajetih v prvi svetovni vojni, ki jih je priskrbel Lyautey.  Izkopavanja so se z bolj ali manj pogostimi prekinitvami nadaljevala do leta 1941, ko jih je ustavila druga svetovna vojna. 
Po vojni so se izkopavanja nadaljevala pod nadzorom francoskih, po letu 1956, ko je Maroko dobil neodvisnost, pa pod nadzorom maroških oblasti. V program je bilo vključeno tudi restavriranje objektov. Karakalovemu slavoloku, ki je bil restavriran že leta 1930-1934, je leta 1962 sledil Kapitolski tempelj, leta 1965-1967 bazilika in leta 1967 Tingiška vrata. V letih 1952-1954 je bilo konzerviranih in restavriranih veliko zasebnih hiš in mozaikov. V zadnjih letih je bila reastavrirana tudi ena od oljarn v južnem delu mesta in opremljena z repliko rimske stiskalnice za olje. Obnovitvena dela so po mnenju Unesca do neke mere sporna, ker je  »nekaj rekonstrukcij, na primer slavoloka, Kapitola in oljarne, na meji trenutno sprejemljive prakse«.
Od leta 2000 izkopavanja vodita University College London in maroški Institut National des Sciences de l'Archéologie et du Patrimoine pod vodstvom Elizabeth Fentress, Gaetana Palumba  in Hassan Limana. Nedavna izkopavanja kažejo, da je bil tik pod obzidjem rimskega mesta zahodno od središča mesta morda glavni stan Idriza I.. Izkopavanja znotraj obzidja so razkrila tudi del zgodnjesrednjeveškega mesta. Veliko artefakov iz Volubilisa je razstavljenih v Arheološkem muzeju v Rabatu.
UNESCO je leta 1997 uvrstil Volubilis na seznam svetovne kulturne dediščine kot "izjemno dobro ohranjeno veliko rimsko kolonialno mesto na obrobju cesarstva".

## Tloris in infrastruktura
Volubilis je pred rimsko zasedbo pokrival površino približno 12 hektarjev. Zgrajen je bil v obliki črke V na grebenu med vadijema Fertasa in Humane, približno v smeri sever-jug in po vzorcu, ki je bil značilen za feničanska oziroma kartažanska naselja. Obdan je bil z nizom obrambnih zidov.
Pod Rimljani se je mesto zelo razširilo v smeri severovzhod-jugozahod na površino približno 42 hektarjev. Večina mestnih javnih zgradb je stala v starejšem delu mesta severozahodno od glavnega dekumana (decumanus maximus), ki je razpolavljal rimsko mesto. Dekuman je bil tlakovan. Na obeh straneh je imel pločnik z arkadami, pod katerimi so bile številne trgovine. Mejo med starim in novim delom mesta je označeval Karakalov slavolok. Po koncu rimske zasedbe se je akvadukt porušil in mesto se je začelo širiti proti jugu na zahodni strani vadija  Humane.
- Glavni dekuman (decumanus maximus)
- Tingiška vrata, za njimi glavni dekuman
- Notranjost severnega kopališča

Mesto se je z vodo oskrbovalo po akvaduktu iz izvirov v hribih v zaledju mesta. Akvadukt je bil zgrajen verjetno okoli leta 60-80 in bil kasneje večkrat obnovljen. V mestu je potekal pod drugim dekumanom (decumanus secundus), vzporednim z glavnim dekumanom, in se iztekal v velik vodnjak v središču mesta blizu Karakalovega slavoloka. Do hiš in javnih kopališč je bilo razpeljano dovršeno omrežje vodnih kanalov, od tam do reke pa sistem odtočnih kanalov za odplake.
Večina predrimskega obzidja je bila nadgrajena ali porušena. Ohranilo  se je samo 77 metrov izvirnega obzidja, zgrajenega iz zidakov iz blata na kamnitih temeljih.  Rimsko obzidje je bilo dolgo 2,6 km in v povprečju debelo 1,6 m. Zgrajeno je bilo iz gramoza in obklesanega kamna in je še vidno. V obzidju je bilo na razdalji približnop 50 m 34 stolpov in šest glavnih vrat z obrambnimi stolpi. Tingiška vrata so bila v severovzhodnem delu obzidja. Zgrajena so bila leta 168/169, kar dokazuje novec,  ki so ga vanje zavestno vgradili graditelji.
Zgodnjesrednjeveško obzidje, ki je branilo vzhodno stran novega stanovanjskega dela mesta, stoji zahodno od Karakalovega slavoloka. Zgrajeno je bilo proti koncu rimskega obdobja, verjetno v 5. ali 6. stoletju, iz kamna, ki so ga dobili iz porušenih zgradb v opuščenem delu mesta.

### Trgovina
V rimskih časih je bil Volubilis velik proizvajalec oljčnega olja. Ostanki oljarn, mlinov in stiskalnic so še vedno dobro vidni. Ena od oljarn je obnovljena, vključno s stiskalnico za olje. Oljčno olje ni bilo samo živilo, ampak se je uporabljalo tudi v svetilkah, kopališčih in zdravilstvu. Hranili so ga v amforah. Oljčne tropine so uporabili za živinsko krmo, posušene pa za kurjavo v kopališčih. 
V Volubilisu so do sedaj odkrili 58 mest, na katerih so pridelovali olje, in nič manj kot 121 trgovin, med njimi mnogo pekarn. Sodeč po velikem številu izdelkov iz brona, bi lahko bila v mestu tudi livarna brona ali središče za distribucijo bronastih izdelkov.

## Pomembne zgradbe
Čeprav je izkopana samo približno polovica Volubilisa, so že odkrili nekaj pomembnih javnih zgradb, med njimi baziliko in slavolok, ki sta delno rekonstruirana. Izkopanih je veliko zasebnih zgradb, med katerimi so tudi razkošne hiše mestne elite. Slednje so še posebej znane po prefinjenih mozaikih, ki so ostali na krajih, kjer so jih odkrili. Večina hiš je zgrajena iz lokalnega sivo modrega apnenca. Ostankov predrimske punske naselbine je malo, ker so prekriti s kasnejšimi rimskimi zgradbami.
Sredi izkopanega območja med starim in novim delom mesta  je velika gomila, katere izvor in namen nista znana. Njen namen poskuša pojasniti več teorij, ki trdijo, da gre za grobišče, nekakšno versko zgradbo, nagrobni spomenik ali celo spomenik rimski zmagi, vendar nobena še ni potrjena.

### Javne zgradbe
Najpomembnejši javni zgradbi v središču mesta sta bazilika in tempelj, posvečen Kapitolski triadi. 
V baziliki, ki je bila dograjena  med vladavino cesarja Makrina na začetku 3. stoletja in je ena od najbolj dovršenih rimskih bazilik v Afriki, je bil sedež sodstva in mestne uprave. Njeni arhitekti so se verjetno zgledovali po baziliki v Leptis Magna v Libiji. Dolga je 42,2 m, široka 22,3 m in je prvotno imela dve nadstropji. V notranjosti je dvojno stebrišče, na obeh koncih pa apsidi, kjer so sedeli magistrati. Prednja stena bazilike s stebriščem je obrnjena proti forumu, kjer je bila  tržnica. Na forumu, ki meri 1.300 m2, so bili tudi manjši templji in uradi in številni kipi cesarjev in lokalnih dostojanstvenikov, od katerih so se ohranili samo podstavki. O javnih zgradbah, ki so v Volubilisu stale pred začetkom 3. stoletja, je malo znanega, ker so vidni samo njihovi temelji, zgrajeni na še starejših zgradbah.
Kapitolinski tempelj stoji za baziliko na prostoru, ki je bil prvotno morda arkadno dvorišče. Oltar stoji na dvorišču pred stopniščem s trinajstimi stopnicami, ki vodijo do enoprostorskega templja, obdanega s korintskimi stebri. Tempelj je bil posvečen trem glavnim rimskim božanstvom, Jupitru, Junoni in Minervi,  in je imel pomembno vlogo v mestnem življenju. Pred njim so potekali shodi, na katerih so prosili za pomoč bogov ali se jim zahvaljevali za uspehe v velikih dosežkih, na primer za zmage v vojnah. Postavitev templja, ki je obrnjen proti zadnji steni bazilike, je precej nenavadna, zato se domneva, da je bil zgrajen na mestu prejšnjega svetišča. Napis, ki so ga odkrili leta 1924, dokazuje, da je bil zgrajen leta 218. Na ograjenem prostoru templja so še štiri manjša svetišča, od katerih je bilo eno posvečeno boginji Veneri. Tempelj je bil delno obnovljen leta 1955, bolj obširno pa leta 1962, ko so bili obnovljeni večji del stopnišča, notranji zidovi in stebrišče. 
V mestu je bilo še pet drugih templjev, od katerih je najbolj znan tako imenovani Saturnov tempelj, ki je stal na vzhodni strani  Volubilisa. Zdi se, da je bil zgrajen na punskem templju, posvečenem bogu Baalu, ali pa je bil samo preurejen. Svetišče s tristranskim portikom  je bilo obzidano. V notranjosti je bil majhen enoladijski tempelj, zgrajen na nizkem podiju. Povezovanje templja s Saturnom je zgolj hipotetično in ni splošno sprejeto.
- Zunanjost bazilike v Volubilisu
- Notranjost bazilike
- Kapitolinski tempelj

V Volubilisu so bila najmanj tri javna kopališča. V Galienovem kopališču so še vidni mozaiki, ki jih je cesar preuredil v 260. letih. Kopališče je po obnovi postalo najbolj ekstravagantno mestno kopališče. Največje je bilo bližnje severno kopališče, ki je imelo površino okoli 1.500 m2 in je bilo zgrajeno verjetno v času cesarja Hadrijana.

### Karakalov slavolok
Karakalov slavolok je ena od najbolj prepoznavnih znamenitosti Volubilisa, ki stoji na koncu glavne mestne ulice – glavnega dekumana. Slavolok ni kakšen izjemen arhitekturni dosežek, vendar tvori pozornost vzbujajoč kontrast manjšim Tingiškim mestnim vratom na drugem koncu glavnega dekumana. Slavolok je dal zgraditi mestni guverner Mark Avrelij Sebasten leta 217 v čast cesarja Karakala in njegove matere Julije Domne, ker je malo pred tem sam obiskal Afriko in podelil rimsko državljanstvo vsem prebivalcem rimskih provinc. Karakala in Julijo Domno je še pred dokončanjem slavoloka umoril uzurpator Makrin.
Slavolok je zgrajen iz lokalnega apnenca. Na vrhu je bil prvotno bronast bojni voz, ki ga vleče šest konj, na stebrih pa  kipi nimf, ki vlivajo vodo v marmorne bazene ob vznožju slavoloka. Na medaljonih sta bila upodobljena tudi doprsna kipa Karakala in Julije Domne, ki sta uničena. Slavolok so nepopolno in nenatančno obnovili Francozi v letih 1930-1934. Napis na vrhu slavoloka je rekonstruiran iz fragmentov, ki so bili razmetani okoli slavoloka in so jih našli leta 1722.
- Severna stran Karakalovega slavoloka
- Posvetilni napis
- Južna stran Karakalovega slavoloka

Napis se po razširitvi kratic bere: 
IMPERATORI CAESARI MARCO AVRELLIO ANTONINO PIO FELICI AVGVSTO PARTHICO MAXIMO BRITTANICO MAXIMO GERMANICO MAXIMO

PONTIFICI MAXIMO TRIBVNITIA POTESTATE XX IMPERATORI IIII CONSVLI IIII PATRI PATRIAE PROCONSVLI ET IVLIAE AVGVSTAE PIAE FELICI MATRI

AVGVSTI ET CASTRORVM ET SENATVS ET PATRIAE RESPVBLICA VOLVBILITANORVM OB SINGVLAREM EIVS

ERGA VNIVERSOS ET NOVAM SVPRA OMNES RETRO PRINCIPES INDVLGENTIAM ARCVM

CVM SEIVGIBVS ET ORNAMENTIS OMNIBVS INCOHANTE ET DEDICANTE MARCO AVRELLIO

SEBASTENO PROCVRATORE AVGVSTI DEVOTISSIMO NVMINI EIVS A SOLO FACIENDVM CVRAVIT
kar pomeni:
Za imperatorja cezarja Marka Avrelija Antonina (Karakala), hvalevrednega, srečnega avgusta, največjega zmagovalca v Partiji, največjega zmagovalcu v Britaniji, največjega zmagovalca v Germaniji, vrhovnega svečenika, dvajsetkratnega nosilca tribunske oblasti, štirikratnega cesarja, štirikratnega konzula, očeta države, prokonzula in Julijo Avgusto (Julijo Domno), hvalevredno, srečno mater ljudstva in senata in države, za njegovo izjemno in posebno dobroto do vseh, ki je večji od vseh princepsov, ki so prišli pred njim, je skupnost prebivalcev Volubilisa poskrbela za postavitev tega slavoloka, sezidanega od tal, vključno z vozom, ki ga vleče šest konj, in vsem okrasjem, z Markom Avrelijem Sebastenom, prokuratorjem, ki je najgloblje vdan božanskemu avgustu in je sprožil gradnjo slavoloka in ga posvetil.

### Hiše in palače
Hiše v Volubilisu so zelo različne: od enostavnih dvosobnih iz blata zidanih hiš revnejših prebivalcev do bogato okrašenih palač. Hiše premožnim meščanov z mozaiki dokazujejo, da je bilo mesto dokaj bogato. Nekateri veliki mozaiki so še vedno na kraju, kjer so jih odkrili. Hiše so dobile imena po mozaikih ali drugih najdbah, ki so jih odkrili v njih.
- Orfejeva hiša  v južnem delu mesta je dobila ime po velikem mozaiku s podobo Orfeja, ki igra na harfo zbranemu občinstvu dreves, živali in ptic.[41] Mozaik se nahaja v jedilnici (triclinium). Drugi mozaik je v atriju in prikazuje morsko boginjo Amfitrito v spremstvu morskih živali na vozu, ki ga vlečejo štirje konji. V eni od sob za glavnim dvoriščem je mozaik delfina, ki je po prepričanju Rimljanov prinašal srečo.[41]
- Atletova ali akrobatova hiša stoji v bližini foruma. V njej je šegav mozaik športnika ali akrobata, ki obrnjen nazaj jezdi  osla in v iztegnjeni roki drži skodelico.[38] Akrobat bi lahko prestavljal Silena, spremljevalca in pokrovitelja vinskega boga Dioniza.[42] Najbolj prestižne hiše so stale tik za vrsto trgovin na glavnem dekumanu. Vanje se je vstopalo iz stranskih ulic med trgovinami.
- Efebova hiša je dobila ime po bronastem kipu, ki so ga odkrili v njej. Hiša ima prominentno notranje dvorišče z vhodi v številne javne prostore, okrašene z mozaiki. Med njimi je tudi mozaik boga Dioniza  na vozu, ki ga vlečejo leopardi.
- Vitezova hiša stoji poleg Efebove hiše. Tudi v njej je mozaik boga Dioniza, ki tokrat prihaja k speči Ariadni, s katero je imel kasneje šest otrok.[38] Ime je dobila po bronastem kipu jezdeca, ki so ga odkrili leta 1918 in je sedaj razstavljen v arheološkem muzeju v Rabatu.[43] Hiša je velika in meri približno 1,700 m2. Večji del hiše je bil namenjen trgovanju, saj so v njej odkrili osem ali devet trgovin, ki so se odpirale na cesto, in veliko oljarno.[44]

- Mozaik Dioniza in speče Ariadne v Efebovi hiši
- Mozaik Štirje letni časi v Hiši Herkulovih junaštev
- Venerina hiša: mozaik Diane z nimfami, ki so presenetile Akteona med kopanjem

- Hiša Herkulovih junaštev se imenuje po delih grškega polboga Herkula, ki jih je moral opraviti za pokoro, ker je ubil svojo ženo in otroke. Mozaik je bil izdelan med vladavino cesarja Komoda, ki se je istovetil s Herkulom. Na drugem mozaiku v isti hiši so upodobljeni Jupiter, njegov ljubimec Ganimed in štirje letni časi.[45] Hiša ima velikost palače, saj je v njej kar 41 sob s površino 2.000 m2.
- Gordijanova palača, ki stoji ob glavnem dekumanu, je bila največja zgradba v mestu in je bila verjetno rezidenca guvernerja in ne cesarja Gordijana III., po katerem se imenuje. Obnovljena je bila med Gordijanovo vladavino sredi 3. stoletja. Palača je s še dvema hišama tvorila kompleks s 74 sobami, dvoriščem in zasebnim kopališčem. V njej so bili bivalni in uradni prostori,[46] kolonada z ducatom trgovin, oljarna s tremi stiskalnicami in skladišče za olje.[34] Od okrasja se je ohranilo samo nekaj skromnih mozaikov,[46] zato se domneva, da je bil na tleh namesto mozaikov tlak z vstavljenimi podobami in okraski (opus sectile).[33] Napisi v palači kažejo na zaton in končni propad mesta. Na njih je prikazana vrsta pogodb, sklenjenih z lokalnimi berberskimi poglavarji, ki so z naraščanjem njihove moči postajale vedno bolj pogoste in ostre. Nekaj let pred propadom mesta, so bili poglavarji že tako močni, da so jih Rimljani obravnavali kot sebi enake, kar dokazuje, kako zelo je upadla njihova moč.[46] Zadnja dva napisa na oltarjih sta iz leta 277 in 280 in omenjata foederata et pax diuturna, se pravi trajen mir, v resnici pa dokazujeta brezup pred skorajšnjim popolnim propadom.[11]

- Venerina hiša stoji na vzhodni strani mesta pod mogočno cipreso in je ena od najrazkošnejših rezidenc v mestu. V njej je bilo več zasebnih kopališč z bogato okrašeno notranjostjo in drobnimi mozaiki iz 2. stoletja z živalmi in mitološkimi prizori. Mozaiki so tudi na sedmih hodnikih in v osmih sobah.[47] Na mozaiku na osrednjem dvorišču je skupina bojnih voz na hipodromu, s katerimi dirkajo ekipe pavov, gosi in rac. Mozaik Venere, po katerem se hiša imenuje, je bil prenesen v Tanger. V sosednjem prostoru je že vedno mozaik Diane in njenih spremljevalk nimf, ki so presenetila Akteona med kopanjem. Akteon je upodobljen z rogovi, ki mu poganjajo iz glave, ker ga je jezna boginja začarala v jelena, preden so ga ulovili in ubili njegovi lovski psi.[48] Zgleda, da je hiša kmalu po propadu mesta okoli leta 280 morda pogorela, ker je bil mozaik s podobo Kupida, ki hrani ptice, prekrit z ogljem.  Oglje bil lahko nastalo tudi kasneje, ker so imeli kasnejši naseljenci na mozaiku ognjišče.[49]

V isti stavbi so leta 1918 odkrili izjemno dobro ohranjen bronast doprsni kip govornika in enega od glavnih  Cezarjevih nasprotnikov Katona mlajšega, ki je zdaj razstavljen v arheološkem muzeju v Rabatu. Kip je ob odkritju še stal na svojem prvotnem podstavku. Izdelan je bil v Neronovem ali  Vespazijanovem obdobju in bi lahko bil kopija Katonovega kipa, ustvarjenega po njegovi podobi ali kmalu po njegovi smrti.
Drug izjemen doprsni kip, ki prikazuje helenističnega princa, so odkrili v pekarni nasproti Venerine hiše. Zdi se, da je bil izdelan v istem času kot Katonov. Tudi ta kip je razstavljen v Rabatu. Tretji kip v muzeju v Rabatu se običajno istoveti z Jubom II., vendar bi lahko bil tudi Hijeron II. Sirakuški, Kleomen III. Špartanski, Juba I. ali Hanibal.